# Benzinstraßenbahn Kiew

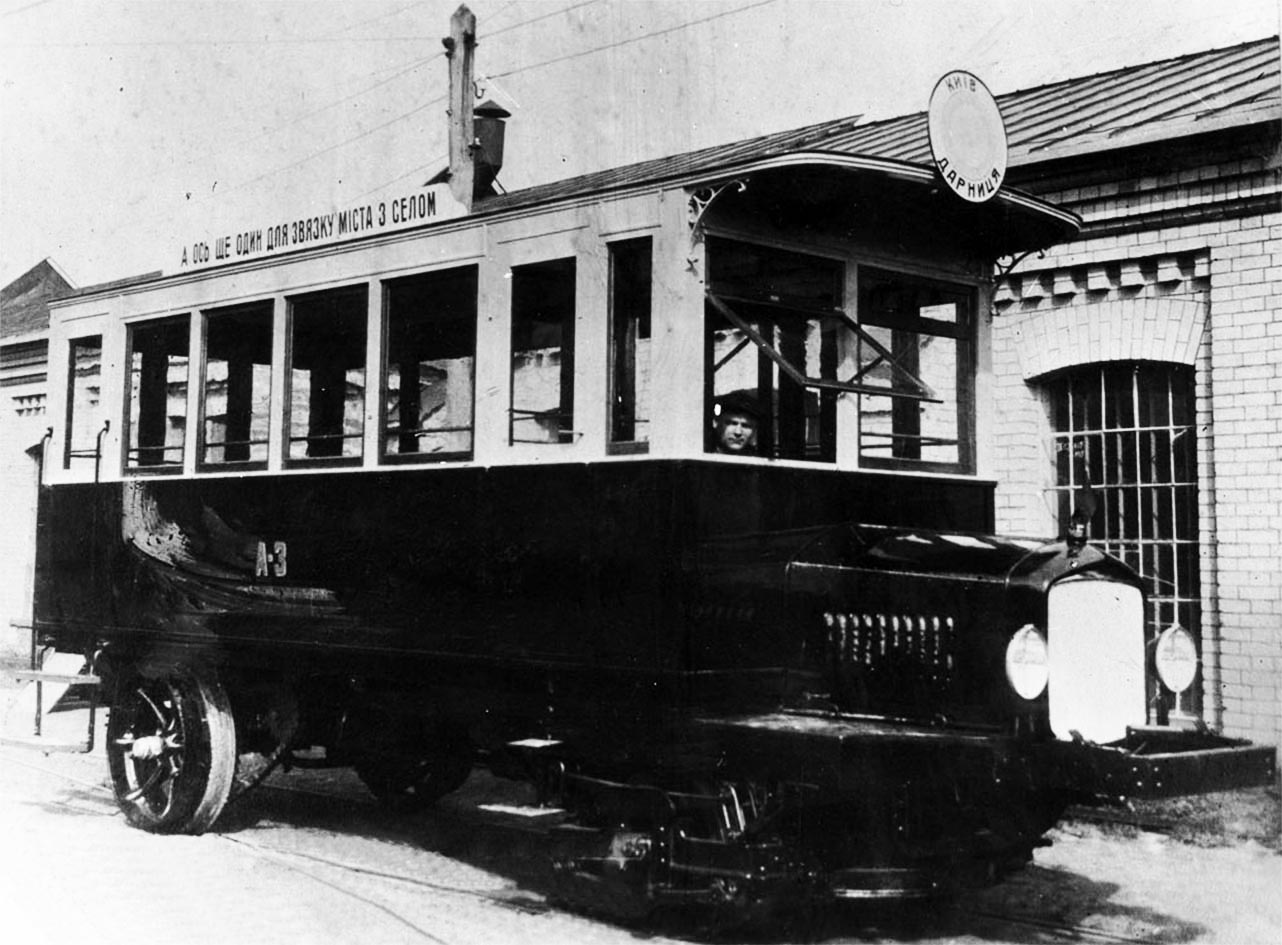
Wagen der Kiewer Motorstraßenbahn, 1926

Die Benzinstraßenbahn Kiew (ukrainisch Київський бензотрамвай, russisch Киевский бензотрамвай), auch Motorstraßenbahn Kiew  oder Straßenbahn Darniza, war eine Straßenbahn in Kiew, die von 1912 bis 1941 hauptsächlich am linken Ufer des Dnepr verkehrte.
Den Namen Benzinstraßenbahn erhielt sie, da ihre Fahrzeuge von Verbrennungsmotoren angetrieben wurden; als Treibstoff wurde Benzin verwendet. Die erste Linie der Straßenbahn, eröffnet am 25. Apriljul. / 8. Mai 1912greg., verlief von der Predmostnaja-Vorstadt (heute Hidropark) zur Nikolsker Vorstadt bis ungefähr zur heutigen Metrostation Liwobereschna (Лівобережна) und weiter bis nach Darnyzja (nördlich des gleichnamigen Bahnhofs). 1913 wurde die Linie bis Browary verlängert.
Von 1920 bis 1925 war die Straßenbahn aufgrund der Zerstörung der Brücken über den Dnepr außer Betrieb. 1934 wurde die Linie elektrifiziert. Während der Schlacht um Kiew wurde der Betrieb im September 1941 eingestellt und nach der Zerstörung im Zweiten Weltkrieg nicht wieder aufgenommen.

## Geschichte

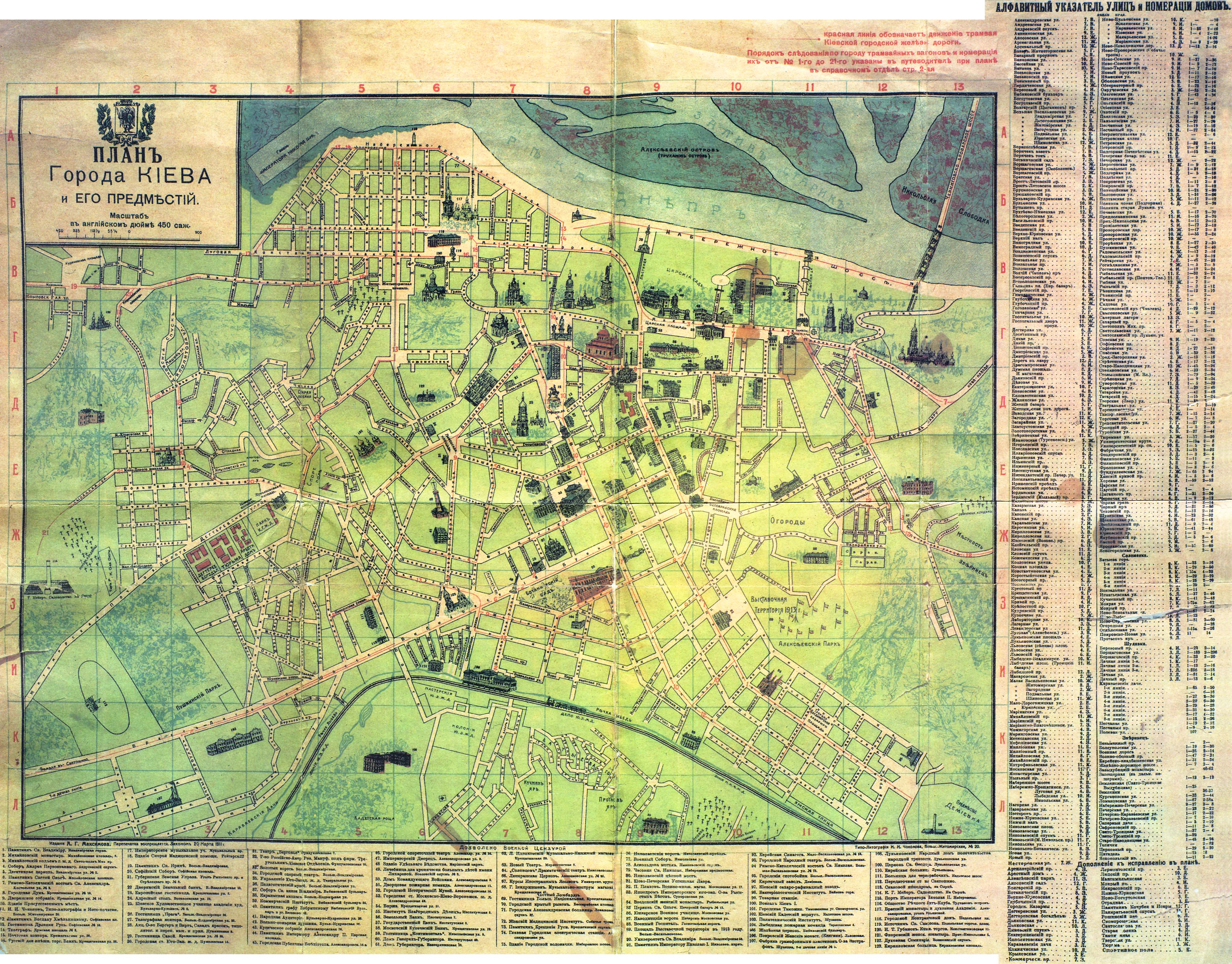
Karte des Straßenbahnnetzes Kiew aus dem Jahre 1914; die Benzinstraßenbahn ist bereits eingezeichnet. Sie beginnt am Postplatz (B8), verläuft auf der Nabereschnoje nach rechts, überquert den Dnepr auf der Nikolaus-Kettenbrücke und verlässt den Kartenausschnitt im Planquadrat A13.

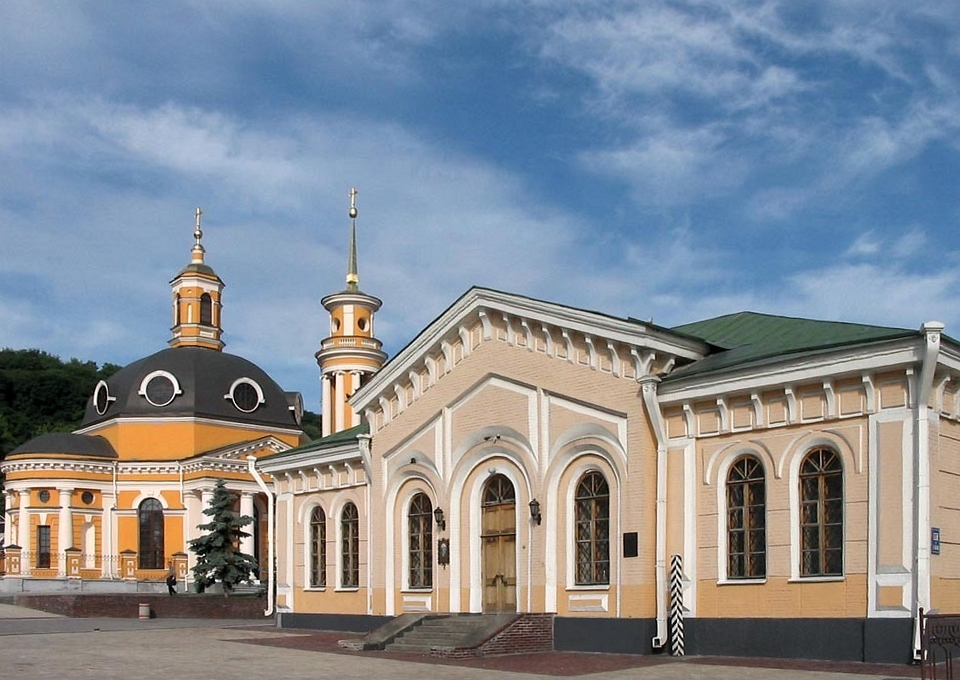
Auf dem Postplatz befand sich die Endstation der Straßenbahn am rechten Ufer des Dnepr

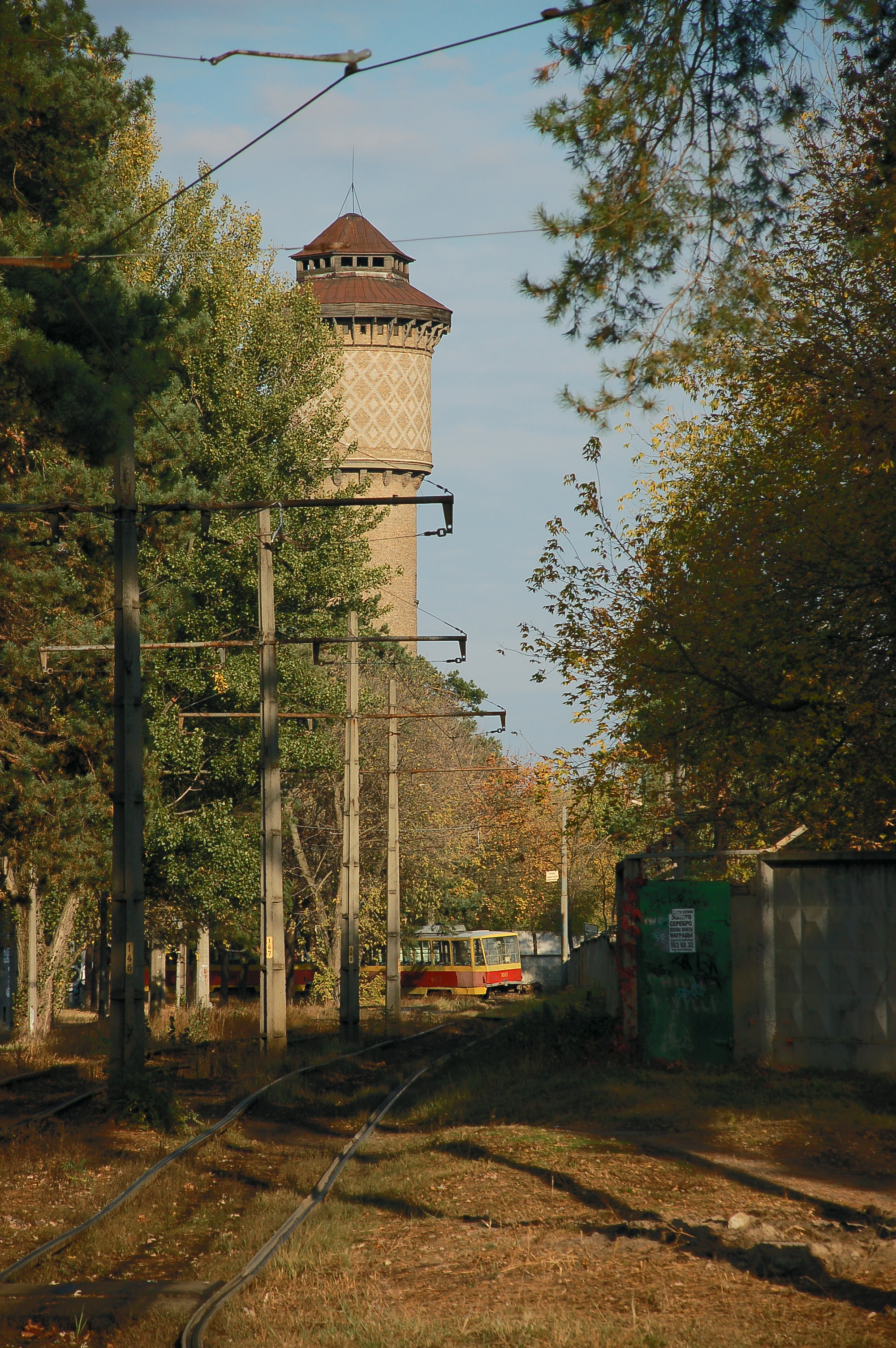
Abzweig der Strecke zum Ausbesserungswerk Darnyzja

Die ersten Ideen zum Bau einer Straßenbahn zur verkehrstechnischen Anbindung der Siedlungen am linken Ufer des Dnepr an die Stadt Kiew entwickelten sich gegen Ende des 19. Jahrhunderts. Bis dahin dienten hauptsächlich Dampfschiffe als Transportmittel. Das tägliche Passagieraufkommen lag dabei zwischen 1500 Personen an Werktagen und 5000 Personen an Sonn- und Feiertagen.
Anfang des Jahres 1908 suchte der Ingenieur Waleri Timtschenko beim Innenministerium um die Konzession für eine Pferdestraßenbahn zwischen Kiew, Darnyzja und Browary an. Der Dnepr sollte dabei über die Nikolaus-Kettenbrücke und die Rusanowski-Brücke (Русанівський міст) überquert werden. Etwas später wurde vorgeschlagen, anstelle der Pferdestraßenbahn eine elektrische Straßenbahn zu bauen. Die Konzession wurde im Frühjahr 1910 erteilt, der Bau begann im Herbst dieses Jahres. Im Frühjahr des Folgejahres erhielt Timtschenko die Erlaubnis anstelle des Pferdezuges Triebwagen mit Verbrennungsmotor zu benutzen. Ein Depot für die Triebwagen an der Nikolsker Vorstadt wurde im Herbst 1911 konzessioniert. Der Betrieb auf dem Teilstück Predmostnaja-Vorstadt über die Nikolsker Vorstadt bis Darnyzja wurde am 25. Apriljul. / 8. Mai 1912greg. eröffnet. Zum Einsatz kamen Triebwagen, die im Ausland beschafft wurden.
Im Jahre 1913 wurde die Linie über den Dnepr verlängert. Dieser wurde dabei, wie im Konzessionsantrag vorgesehen, über die Nikolaus-Kettenbrücke und die Rusanowski-Brücke überquert. Der Endpunkt befand sich an der Christi-Geburt-Kirche am heutigen Postplatz.
Im Frühjahr 1913 begannen die Bauarbeiten an der Verlängerung von der Nikolsker Vorstadt bis Browary, die am 17. Oktoberjul. / 30. Oktober 1913greg. eröffnet wurde.
1916 lag das tägliche Passagieraufkommen bei ungefähr 12.000 Personen. Betrieben wurde die Straßenbahn von der Aktiengesellschaft Kiew-Browarski mit Abzweigung nach Darniza Motor-Straßenbahn (Акционерное общество Киев-Броварского с ветвью на Дарницу мототрамвая), die gewöhnlich als Darnizaer Straßenbahn bezeichnet wurde. Gründer der Aktiengesellschaft waren  Waleri Timtschenko und Semjon Mogiljewzew.
Nach der Zerstörung der Dneprbrücken durch die polnischen Okkupanten im Jahre 1920 musste die Straßenbahn ihren Betrieb einstellen. Erst nachdem auf den vorhandenen Pfeilern der Kettenbrücke die Jewgenija-Bosch-Brücke errichtet worden war, konnten am 10. Mai 1925 die Arbeiten zur Wiederaufnahme des Betriebes beginnen.
Zwischen Mai und September 1926 wurde der Streckenabschnitt zwischen dem Postplatz und der Nikolsker Vorstadt elektrifiziert. Die Benzinstraßenbahn wurde mit der Straßenbahn Kiew zusammengelegt. Der Betrieb wurde feierlich am 20. November 1926 zwischen der Nikolsker Vorstadt und Browary wieder aufgenommen. Das Passagieraufkommen auf diesem Streckenabschnitt lag anfänglich bei 2500 Fahrgästen täglich. Mit der Zusammenlegung des Netzes mit der Straßenbahn Kiew erhielten die Abschnitte der Benzinstraßenbahn folgende Liniennummern:
- der Abschnitt vom Postplatz zur Nikolsker Vorstadt (6,025 km) erhielt die Liniennummer 14;
- der Abschnitt von der Nikolsker Vorstadt nach Darnyzja (4,202 km) erhielt die Liniennummer 15;
- der Abschnitt von Darnyzja nach Browary (13,656 km) erhielt die Liniennummer 16[1].

Die Arbeiten zur Elektrifizierung des restlichen Streckenabschnittes begann in der ersten Jahreshälfte 1932. Im Frühjahr 1933 war die Strecke bis Darnyzja elektrifiziert, am 10. November 1934 wurde die durchgängig elektrifizierte Linie bis Browary eröffnet. Ab diesem Zeitpunkt wurde die Strecke durchgehend mit elektrischen Triebfahrzeugen bedient.
Am 30. April 1936 wurde der Abzweig zum Wagenausbesserungswerk der ehemaligen sowjetischen und jetzigen ukrainischen Eisenbahn Darnyzja (Дарницкий вагоноремонтный завод (ДВРЗ)) eröffnet. Dabei wurden auch die Linien teilweise neu nummeriert:
- der Abschnitt vom Postplatz nach Darnyzja erhielt die Liniennummer 14;
- der Abschnitt von der Nikolsker Vorstadt nach Darnyzja erhielt die Liniennummer 23;
- der Abschnitt von Darnyzja zum Ausbesserungswerk erhielt die Liniennummer 24;
- der Abschnitt vom Postplatz zur Nikolsker Vorstadt erhielt die Liniennummer 25[1].

Beim Rückzug der sowjetischen Truppen im September 1941 sprengten diese die Brücken über den Dnepr. Damit wurde auch der Betrieb der Straßenbahn unterbrochen. Nach dem Ende des Krieges wurde die Straßenbahn nicht wieder aufgebaut, die Anbindung der Linien am linken Ufer des Dnepr erfolgte nun über die Paton-Brücke.

## Heutiger Zustand

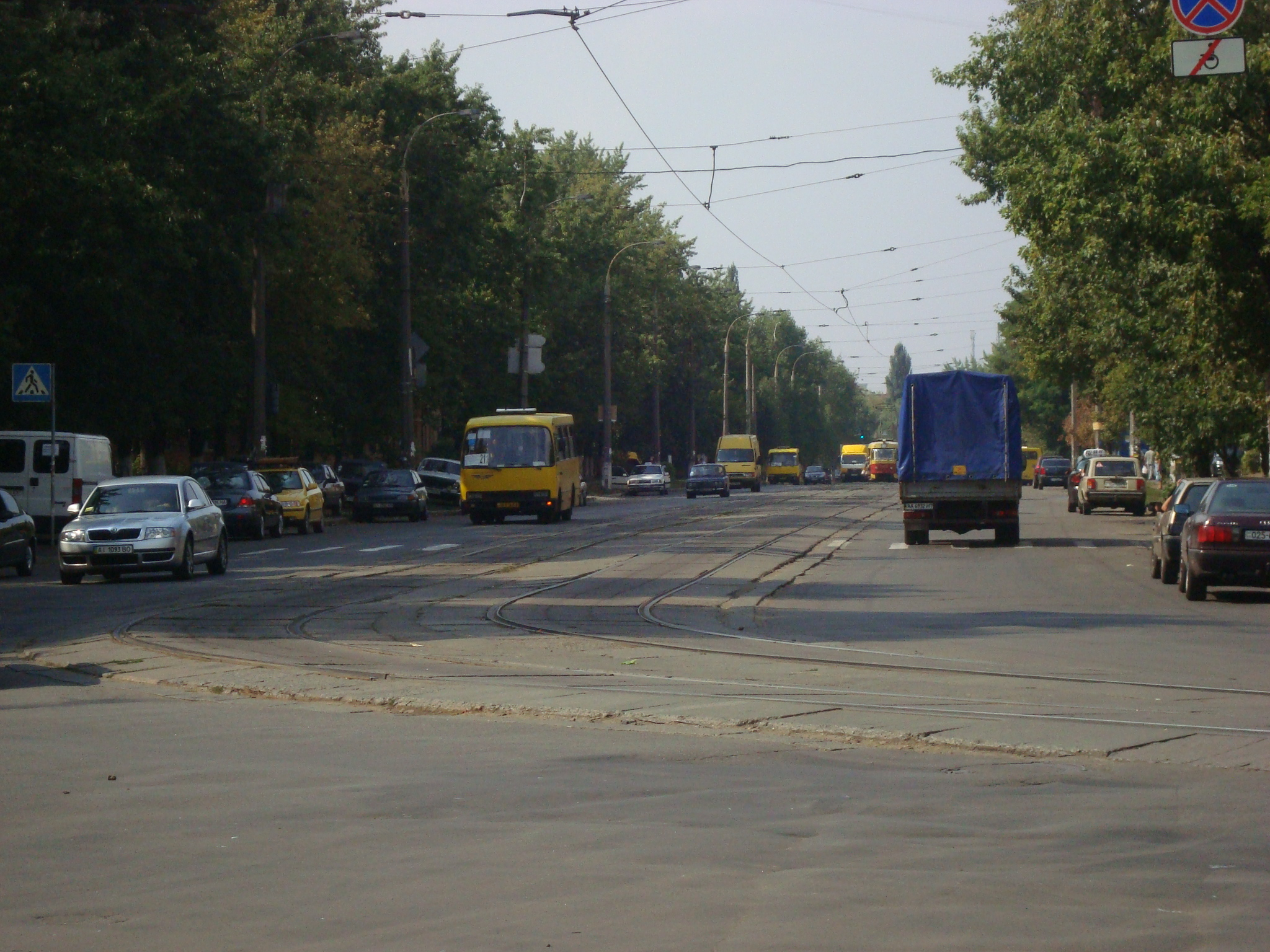
Die Straßenbahngleise in der Prager Straße sind der letzte Teil der Linienführung der Motorstraßenbahn, der sich heute noch in Nutzung befindet

Das Depot in der Nikolsker Vorstadt war während des Zweiten Weltkrieges ebenfalls zerstört wurden. Nach Beseitigung der Kriegsschäden wurde in den Hallen eine Klinik eingerichtet. Andere Teile des Geländes wurden für einen Markt genutzt oder überbaut. Lediglich die Gleise an der Uferstraße wurden von 1953 bis 2011 weiterverwendet, ebenso der Abzweig zum Ausbesserungswerk. Nach Einstellung des Straßenbahnverkehrs über die Paton-Brücke sind die Netze am linken und rechten Ufer des Dnepr getrennt.
Derzeit sind die Straßenbahngleise in der Prager Straße der einzige Teil der Strecke der Benzinstraßenbahn, der weiter genutzt wird.